# موش کور آفریقایی
موش کور آفریقایی (نام علمی: Bathyergidae) نام یک تیره از زیرراسته تشی‌ریختان است.